# Ibrahima Fall Faye
Ibrahima Fall Faye (Fissel, 10 gennaio 1997) è un cestista senegalese.

## Palmarès
- Campionato francese: 1

Chalon: 2016-17
- Coppa del Belgio: 1

Anversa Giants: 2020